# 白雲守端
白雲守端（1025年—1072年），湖南衡陽人，宋代禪僧，二十歲依茶陵郁和尚出家受具足戒；後參謁臨濟宗支派楊岐方會禪師，法嗣於楊岐派楊岐方會禪師。
白雲守端禪師繼承其法嗣後，歷住於各禪院所，於圓通崇勝禪院、安徽法華山證道禪院、龍門山乾明禪院、興化禪院、白雲山海會禪院廣弘楊岐宗派。
宋神宗熙寧五年，示寂於舒州太湖縣白雲山海會寺，史稱舒州白雲守端禪師，春秋四十八。塔座鐫刻“白雲守端之塔”六個大字，相傳乃弟子五祖法演所書。

## 學說影響
著作《白雲守端禪師廣錄》收集了白雲守端所作偈頌220余首。《禪林寶訓》且收錄白雲守端禪師的至理名言傳誦世人。 

## 師承
- 楊岐方會

## 弟子
- 雲蓋智本 [3]
- 五祖法演
- 天柱處凝
- 浮山鴻璉
- 谷山廣潤
- 香山慧常
- 甘露歸善

## 著作
- 《白雲守端禪師廣錄》
- 《白雲守端禪師語錄》

## 外部連結
- 白云守端禅师悟道因缘 （页面存档备份，存于）
- 白云守端 （页面存档备份，存于）
- 白雲守端禪師語錄 （页面存档备份，存于）
- 白雲守端禪師 道在人弘 （页面存档备份，存于）
- 白雲守端禪師 謹言擇行 （页面存档备份，存于）